# 兰开斯特 (南卡罗来纳州)
兰开斯特（英文：Lancaster），是美国南卡罗来纳州下属的一座城市。城市类型是“City”。其面积大约为6.5平方英里（16.83平方公里）。根据2010年美国人口普查，该市有人口8,526人，人口密度约为每平方 英里1,312.10人（约合每平方公里506.62人）。